# Snack

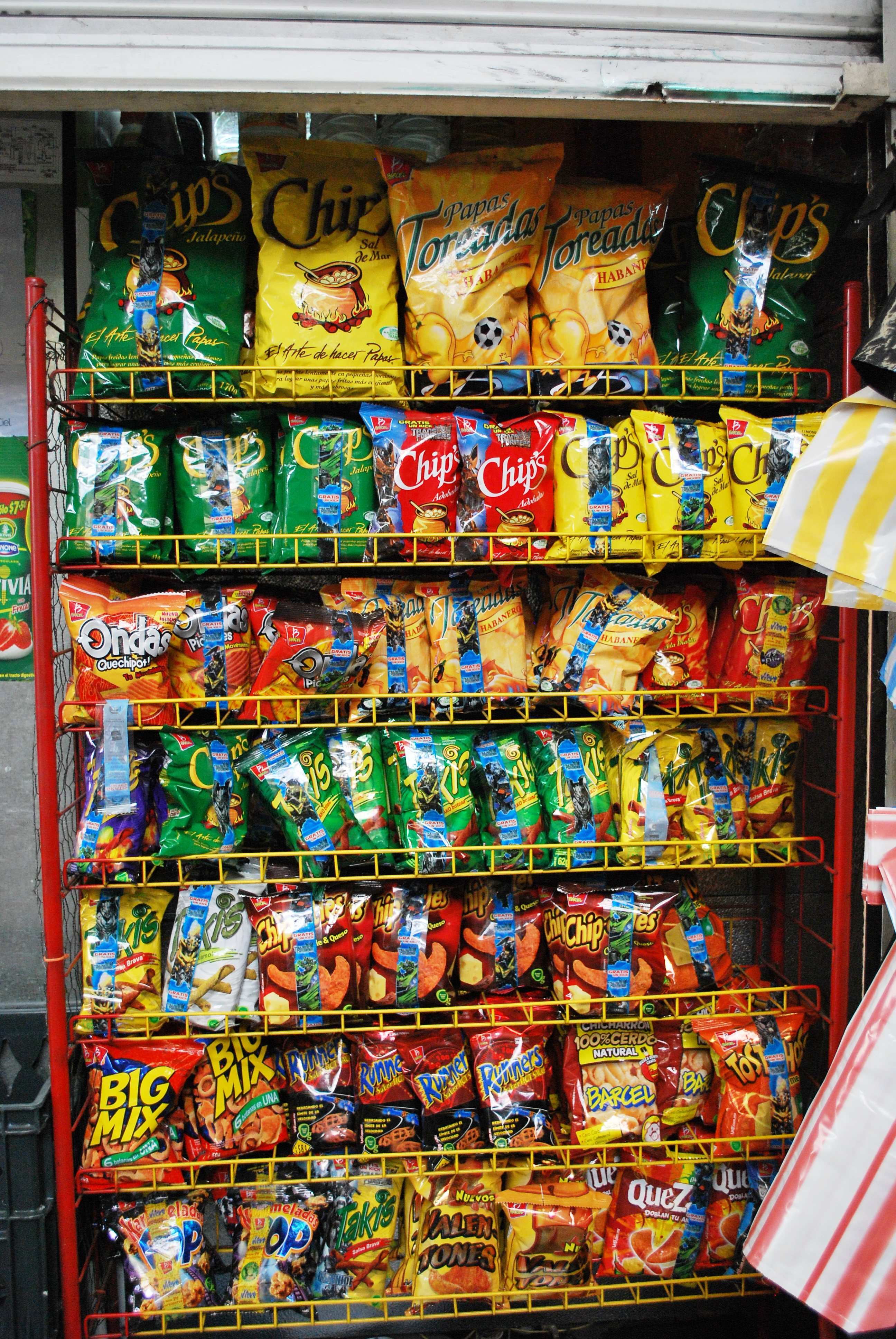
Scaffale con patatine in un minimarket di Città del Messico

Snack (in italiano spuntino, merenda, o merendina,) è un termine della lingua inglese che indica una categoria di alimenti industriali dolci e salati, altamente calorici e a basso contenuto nutrizionale.
Il termine "merendina" non è un generico sinonimo di "snack" ma indica, più nello specifico, un dolce da forno industriale, confezionato in formato monoporzione, pensato inizialmente per la merenda dei bambini.
Gli snack vengono solitamente consumati per soddisfare temporaneamente la fame, fornire una quantità minima di energia per il corpo o semplicemente per soddisfare un piacere personale.
Gli spuntini confezionati vengono solitamente classificati come "cibo spazzatura" perché contengono grandi quantità di dolcificanti, conservanti, aromi, condimenti, sale e altri ingredienti saporiti, come cioccolato e arachidi e perché sono privi o carenti di valori nutrizionali.
Nel settore alimentare occidentale, gli snack generano enormi profitti all'anno e il loro mercato, che è costantemente in crescita, vede numerose aziende in lotta per dominarlo.
Con un'accezione diversa, il termine "spuntino", con cui si designa lo snack, identifica anche un pasto leggero consumato fra i pasti principali.

## Tipi di snack
- Biscotto
- Cracker
- Marshmallow
- Muffin
- Patatine
- Pop-corn
- Salatini
- Tavoletta di cioccolato
- Tortilla chips